# Bigger Than Me
«Bigger Than Me» — вуличний промо-сингл американського репера Cashis, що мав увійти до тоді ще цифрового альбому Euthanasia LP. Тривалість інтернет-окремку — 3:39. Платівка мусіла вийти за місяць на Bogish Brand та Amalgam Digital перед імовірним дебютом на Shady Records The Art of Dying. Статус релізу змінювався кілька разів.
Пісня потрапила до мікстейпу Bogish Boy Vol. 5 — Euthanasia (2009) під назвою «Bigga Than Me» (№ 8). Тривалість — 3:12. Дещо змінена версія увійшла до мікстейпу The Vault (2011) під назвою «Bigger Than Me» (№ 14). Тривалість — 3:44.